# Bitini
I Bitini furono una tribù della Tracia. Insieme ai Tini, contro cui combatterono, migrarono in Tinia e Bitinia, regioni dell'Anatolia. Erodoto, Senofonte e Strabone affermano che i Bitini e i Tini si insediarono contemporaneamente nelle terre che saranno in seguito chiamate Bitinia e Tinia. Secondo Erodoto, i Traci bitini originalmente vivevano lungo il fiume Strimone ed erano conosciuti come Strimoniani.